# Skupina památných stromů v Mašťově pod Lisovnou
Skupina památných stromů v Mašťově pod Lisovnou je skupina šesti, v době vyhlášení sedmi památných stromů. Z toho tři jsou duby letní (Quercus robur), jeden je buk lesní (Fagus sylvatica), jeden jasan ztepilý (Fraxinus excelsior) a jedna je olše lepkavá (Alnus glutinosa). Jeden dub letní zanikl a jeho ochrana byla zrušena v prosinci 2009.
Stromy rostou v Doupovských horách v přírodním parku Doupovská pahorkatina pod jihozápadním svahem vrchu Lisovna v nadmořské výšce 390 m při cestě k židovskému hřbitovu západně od Mašťova v okrese Chomutov v Ústeckém kraji.

## Základní údaje
Obvody kmenů měří od 274 do 522 cm, koruny stromů dosahují do výšky od 25 do 32 metrů (měření 2009). V roce 2009 bylo stáří stromů odhadováno od 150 do 300 let.
Stromy jsou chráněné od roku 2002 jako esteticky zajímavé stromy, krajinné dominanty a stromy významné stářím.

## Stromy v okolí
- Mašťovské podzámecké duby
- Podlesické lípy
- Radonický javor
- Radonická lípa